# Aya Virginie Touré
Aya Virginie Touré, nacida Aya Virginie Kouamé, es una activista por la paz y política de Costa de Marfil. Se dio a conocer por organizar a las mujeres en la resistencia no violenta contra el Presidente Laurent Gbagbo, que se negó a dimitir al perder las elecciones presidenciales frente a Alassane Ouattara. Touré trabajó en la movilización de las mujeres como directora adjunta en las elecciones presidenciales de Costa de Marfil de 2010. En 2016, fue elegida diputada en la 72.ª circunscripción, que incluye las ciudades de Guépahouo y Oumé. En 2014, ocupó el cargo de directora ejecutiva de la Fundación Petroci, la organización caritativa de la empresa marfileña de petróleo y gas.

## Trayectoria
Touré fue elegida presidenta de la Agrupación de Mujeres Republicanas (en francés: Rassemblement des femmes républicaines (RFR)), la organización femenina del partido político gobernante en Costa de Marfil, denominado Agrupación de los Republicanos (RDR).
Se manifestó en contra de Gbagbo y de su círculo íntimo de personas que supuestamente enviaban el dinero de los contribuyentes fuera del país como si fuera su patrimonio personal.
Touré organizó numerosas protestas por la paz en su país durante la crisis política en Costa de Marfil de 2010-2011. En una entrevista en BBC News, comparó la segunda guerra civil de Costa de Marfil con la guerra de Libia de 2011 y solicitó el apoyo de la comunidad internacional. Pidió una intervención militar para desalojar a Laurent Gbagbo del poder de la misma manera que se había desalojado a Charles Taylor en la Segunda Guerra Civil liberiana.
En diciembre de 2010, Touré lideró a cientos de mujeres en una protesta pacífica durante la crisis en curso en Abiyán en la que golpearon cacerolas para advertir de la llegada de las milicias.
El 3 de marzo de 2011, lideró a 15000 mujeres en una protesta pacífica en Abiyán. Algunas iban vestidas de negro, otras llevaban hojas y otras iban desnudas, todo ello símbolos de una maldición africana dirigida contra Laurent Gbagbo. En el barrio de Abobo, fueron recibidas por las fuerzas de seguridad con tanques que abrieron fuego contra las mujeres. Siete de ellas murieron y aproximadamente cien resultaron heridas. El 8 de marzo, Día Internacional de la Mujer, Touré organizó a 45000 mujeres en protestas pacíficas por todo el país. Fueron recibidas por jóvenes armados con machetes y armas automáticas que dispararon al aire en Koumassi. Una mujer y tres hombres fueron asesinados en Abiyán por el ejército.
El 8 de marzo de 2011, Leymah Gbowee emitió una declaración de apoyo a las protestas pacíficas de las mujeres cristianas y musulmanas de Costa de Marfil y las comparó con las Mujeres de Liberia Acción Masiva para la Paz.
El 23 de marzo, en la Cumbre de la Comunidad Económica de los Estados de África Occidental (CEDEAO) en Nigeria, activistas por la paz de África Occidental organizaron la conocida como Marcha de las Mil Mujeres, en apoyo de las mujeres de Costa de Marfil. Llevaban camisetas blancas y representaban a países de África Occidental como Costa de Marfil, Ghana, Liberia, Nigeria, Sierra Leona y Togo. Emitieron un comunicado de prensa y presentaron una declaración de su postura a los jefes de Estado de la CEDEAO.
El 23 de marzo, Goodluck Jonathan, Presidente de Nigeria, instó a las Naciones Unidas a aprobar una resolución para tomar medidas decisivas, afirmando que la inestabilidad suponía una amenaza para la seguridad en África Occidental.
El 30 de marzo, se adoptó por unanimidad la Resolución 1975 del Consejo de Seguridad de las Naciones Unidas, que exigía que Laurent Gbagbo abandonara la presidencia y permitiera que el presidente internacionalmente reconocido, Alassane Ouattara, asumiera el poder. La resolución impuso sanciones a Gbagbo y a sus allegados. Fue patrocinada por Francia y Nigeria.